# Galanteos en Venecia
Galanteos en Venecia, estrenada en el Teatro del Circo de Madrid el 24 de diciembre de 1853, es una de las primeras zarzuelas de Francisco Asenjo Barbieri. El libreto de Galanteos en Venecia en tres actos pertenece a Luis Olona y Gaeta (1823-1863), quien había escrito anteriormente El duende de Hernando y formaba parte desde sus inicios de la Sociedad Lírica creada para impulsar la zarzuela en el Teatro del Circo. La zarzuela se incorporó al repertorio de la mayoría de las compañías y fue representada en toda España e Hispanoamérica, pese a no gozar de la popularidad de otros títulos de Barbieri.

## Historia
La composición de Galanteos en Venecia se inició en el verano de 1853, durante una estancia en París de ambos autores. Tanto Olona como Barbieri comenzaron a escribir en la ciudad de París, tal y como menciona el compositor en uno de los manuscritos perteneciente al N.º 3, Aria de Don Juan. Una primera versión de la obra fue completada al regreso a Madrid al inicio de la temporada. Era el primer viaje de Barbieri a París, seguramente promovido por el propio Olona.
Estos viajes a la capital francesa, que se repetirán en años sucesivos, tenían una función recreativa, como se refleja en su correspondencia. Barbieri regresó a Madrid a inicios de septiembre de 1853, según se deduce de algunas cartas en las que le recuerdan la necesidad de no extender su estancia en París, ya que debía estar para los preparativos de la temporada del Teatro del Circo. En Madrid completó la composición, en la versión de voces y piano, que pasó a limpio para iniciar los ensayos. Como era habitual entre los compositores de su época, realiza la instrumentación al final, seguramente ya con los ensayos iniciados; de hecho, el manuscrito con la partitura definitiva está firmado en el 23 de diciembre de 1853, es decir, un día antes del estreno.
Galanteos en Venecia se representó ininterrumpidamente durante aproximadamente un mes hasta alcanzar unas cuarenta funciones; siendo la última fue el 30 de junio a favor del libretista Luis Olona.

## Sinopsis
ACTO I
ACTO II
ACTO III

## Personajes
| PERSONAJES                          | VOZ            | REPARTO EL DÍA DEL ESTRENO (24 de diciembre de 1853) | REPARTO PRODUCCIÓN DEL TEATRO DE LA ZARZUELA |
| Don Juan (capitán español)          | Barítono       | Francisco Salas                                      | José Antonio López                           |
| Pablo (lazarillo)                   | Tenor          | Vicente Caltañazor                                   | Juan Manuel Padrón                           |
| Conde Grimani (general veneciano)   | Tenor          | José Font                                            | Carlos Cosías                                |
| Marco (ciego, antiguo soldado)      | Bajo-barítono  | Francisco Calvet                                     | Fernando Latorre                             |
| Andrés (soldado)                    | Barítono       | Ramón Cubero                                         | Antonio Torres                               |
| Genaro (criado del Conde)           | Actor          | Carlos Marrón                                        | Santiago Nogués                              |
| Condesa Grimani                     | Mezzosoprano   | Adelaida Latorre                                     | Cristina Faus                                |
| Laura                               | Soprano        | Amalia Ramírez                                       | Sonia de Munk                                |
| Caballero 1º Alférez                | Actor-cantante | Felipe Díaz                                          | Adolfo Pastor                                |
| Caballero 2º Teniente               | Actor          | Alejandro Creagh                                     | Jacobo Muñoz                                 |
| Pescadero, criado, grumete, regidor | Actor          | Alejandro Creagh                                     | Pepín Tre                                    |
| Regidora, cortesana                 | Actriz         |                                                      | Maribel Lara                                 |

## La música de Barbieri en Galenteos en Venecia
Según Barbieri, la música de Galanteos en Venecia marca el comienzo de una segunda etapa musical. No es evidente a qué puede referirse con este cambio, ya que la zarzuela representa más bien la consolidación del género iniciado con Jugar con fuego, mostrando toda la riqueza y variedad de la zarzuela. Lo cierto es que comparte muchos rasgos con obras contemporáneas: la brillantez musical de Los diamantes de la corona, el entorno lírico y marinero de Marina de Arrieta o la espectacularidad de Catalina de Gaztambide. Un elemento interesante es la confrontación entre «lo español» y «lo italiano». Barbieri afronta los dos estilos musicales aprovechando la rivalidad de los dos protagonistas: el tenor lírico italiano en el Conde Grimani y las sonoridades andaluzas del capitán don Juan.

## Números musicales
ACTO I
N.º 1. Introducción. [Coro] 
N.º 2. Barcarola del Conde. 
N.º 3. Aria de Don Juan y coro. 
N.º 4. Dúo Condesa y Don Juan. 
N.º 5. Aria de Laura. 
N.º 6. Coro de las góndolas. 
N.º 7. Instrumental
N.º 8. Canto de ronda.
N.º 9. Dúo del Conde y Don Juan. 
N.º 10. Escena de Laura y Don Juan.
ACTO II
N.º 11. Canción báquica de Don Juan y Coro. 
N.º 12. Canción de la borrachera (Pablo y convidados)
N.º 13. Terceto del Conde, Condesa y Don Juan. 
N.º 14. Coro de caballeros y oficiales
N.º 15. Gran escena final.
ACTO III
N.º 16. Preludio. 
N.º 17. Coro de grumetes.
N.º 18. Romanza de Laura.
N.º 19. Don Juan y coro.

## Recuperación en tiempos modernos
La zarzuela Galanteos en Venecia tuvo diversas representaciones en todo el mundo a lo largo del XIX, para luego caer en el olvido. En tiempos modernos se ha recuperado mediante una colaboración entre el Instituto Complutense de Ciencias Musicales (ICCMU) y el Teatro de la Zarzuela. Víctor Sánchez realizó la edición crítica de la partitura, tomando como referente los manuscritos autógrafos del propio Barbieri (conservados en el legado Barbieri de la Biblioteca Nacional de España) y los materiales manuscritos conservados en el archivo de la Sociedad General de Autores (SGAE). Se realizó una edición de la partitura, fijando el texto musical y solucionando algunos problemas y variables para permitir su interpretación actual, en una partitura publicada por el ICCMU. Dicha labor fue premiada con un premio de transferencia y Tecnología del Conocimiento de la Universidad Complutense de Madrid. 
A partir de esta edición el Teatro de la Zarzuela, bajo iniciativa de su director Paolo Pinamonti, realizó una nueva producción, que inauguró la temporada el 10 de octubre de 2015. Se realizaron 13 funciones, con un equipo artístico encabezado por Cristóbal Soler (director musical) y Paco Mir (director de escena). El texto de Olona fue revisado por Paco Mir ubicando la acción en un rodaje de una película histórica, dentro de una producción de gran espectacularidad que incluía viajes por los canales de Venecia, una fiesta en un palacio y la aparición de un barco en el acto final. 
Esta producción recibió buena críticas, destacando tanto la música de Barbieri como la revisión escénica de Paco Mir y la espectacular producción escénica. Fue finalista en la XIX edición de los Premios Max 2016, en la categoría de Mejor espectáculo musical o lírico, en una gala celebrada en el Circo Price de Madrid en abril de 2016.